# Cyborg
Cyborg (od ang. cybernetic organism – organizm cybernetyczny) – organizm, którego procesy życiowe realizowane są lub wspomagane przez urządzenia techniczne.

## Rodzaje cyborgów
Pojęcie to stworzone zostało przez Manfreda Clynesa i Nathana Kline’a, którzy po raz pierwszy użyli go w swoim artykule z 1960 roku, opublikowanym w czasopiśmie Astronautics. Publikacja ta zawierała rozważania o możliwości integracji człowieka z maszyną oraz przedstawiała zalety takiego podejścia w dziedzinie przyszłej eksploracji kosmosu.  Inspiracji dla ukutego pojęcia cyborg dostarczyła autorom dynamicznie rozwijająca się wówczas dziedzina nauki cybernetyka. Termin cyborg szybko podchwycony został przez autorów książek, filmów i komiksów fantastycznonaukowych. Do najbardziej znanych cyborgów należą: Luke Skywalker, Darth Vader, Generał Grievous, Inspektor Gadżet, RoboCop, a także cywilizacja Borg. Występowanie cyborgów jest elementem charakterystycznym literatury nurtu cyberpunk (np. książki Williama Gibsona – Neuromancer, Johnny Mnemonic).
Jeżeli w definicji cyborga poprzestanie się na kryterium „połączenia człowieka i maszyny” to za cyborga uznać należałoby każdego człowieka posiadającego jakikolwiek implant będący urządzeniem mechanicznym lub elektronicznym (np. rozrusznik serca). Dlatego termin stosowany jest raczej w odniesieniu do ludzi, których układ nerwowy połączony jest z elementami elektronicznymi (np. komputerem) metodą inwazyjną i ewentualnie także z urządzeniami mechanicznymi. Komputer i układ nerwowy powinny wzajemnie na siebie oddziaływać. Zgodnie z tą definicją cyborgiem nie jest np. osoba poddająca się badaniu EEG, której mózg w sposób nieinwazyjny podłączony jest do komputera badającego bioelektryczne czynności centralnego ośrodka nerwowego; nie jest nią również osoba posiadająca w mózgu elektrodę stymulującą jego pracę podczas m.in. choroby Parkinsona (gdyż implant oddziałuje na mózg, zaś mózg nie ma wpływu na działanie implantu). Cyborg jako istota ludzka wsparta urządzeniami elektronicznymi lub mechanicznymi cechuje się posiadaniem dodatkowych (nienaturalnych dla ludzi) umiejętności (np. widzenie w podczerwieni) lub usprawnieniem naturalnych umiejętności lub wydajności (np. lepsza pamięć i zdolności analityczne, większa siła, wyostrzone zmysły).

## Inne informacje
W mediach społecznościowych cyborgami nazywane są boty społecznościowe, których aktywność stanowi połączenie automatyzacji i działań człowieka.